# Калитино (Сокольский район)
Калитино — деревня в Сокольском районе Вологодской области.
Входит в состав Пригородного сельского поселения, с точки зрения административно-территориального деления — в Пригородный сельсовет.
Расстояние по автодороге до районного центра Сокола — 18 км, до центра муниципального образования Литеги — 3 км. Ближайшие населённые пункты — Федюково, Кузнецово, Коржа, Селище.
По переписи 2002 года население — 5 человек.